# Mouvement contre le racisme, l'antisémitisme et la xénophobie
MRAX is het acroniem voor Mouvement contre le racisme, l'Antisémitisme et la xénophobie (Frans, Beweging tegen racisme, antisemitisme en vreemdelingenhaat), een Belgische Franstalige vereniging. De vroegere namen waren vanaf 1950 Union des Juifs contre le racisme, l'antisémitisme et pour la paix, dan Mouvement de lutte contre le racisme, l'antisémitisme et pour la paix (MRAP). Deeze feitelijke vereniging werd op 7 oktober 1975 een vereniging zonder winstoogmerk.

## Geschiedenis
Na de Tweede Wereldoorlog, in 1950, richtte een groep voormalige meestal communistische verzetsstrijders van het Onafhankelijkheidsfront, onder andere het echtpaar Hertz en Yvonne Jospa en J. Weinreb, de Union des Juifs contre le racisme, l'antisémitisme et pour la paix (Unie van Joden tegen Racisme, Antisemitisme en voor Vrede) op, in de nasleep van het groep Solidarité juive. Deze groep was een zusterorganisatie van de Franse Mouvement contre le racisme, l'antisémitisme et pour la paix (MRAP) en na enkele jaren werd hij de MRAP-Belgique.
Op 27 maart 1966, op het einde van de eerste Nationale Dag tegen het Racisme, integreerde de beweging het begrip "vreemdelingenhaat" (xénophobie) in haar benoeming, en in 1968, na de tweede Nationale Dag, werd een sociale permanentie voor buitenlandse werknemers en studenten opgezet.
Binnen de MRAX werd, na de ratificatie van het Internationaal Verdrag inzake de uitbanning van alle vormen van rassendiscriminatie, het eerste Belgische wetsvoorstel "tot bestraffing van bepaalde door racisme of xenofobie ingegeven daden" ontworpen dat op 1 december 1966 door BSP volksvertegenwoordigers Ernest Glinne, Henri (Rik) Boel, Freddy Terwagne, Georges Bohy en Guy Cudell werd ingediend.
In oktober 1975 werd MRAX een vzw onder het voorzitterschap van Yvonne Jospa.

## Voorzit(s)ters
- Yvonne Jospa (1975-1989, dan ere-voorzitster tot haar overlijden in 2000)
- Simone Lucki (1989-1992)
- Vincent Lurquin (1992-1996)
- Thérèse Mangot (2000-2004)
- Radouane Bouhlal (2004-2011)[5]
- Placide Kalisa (2011-2012), eerste Waalse voorzitter, ook eerste voorzitter van Sub-Saharaans (Rwanda) afkomst[6][7]
- Carlos Crespo (2014-2020)[8]
- co-voorzitterschap: Maximin Emagna, Vincent Lurquin en Julie Ben Lakhal (2020-2023)
- Kodjo Yves Lodonou (2023-)